# Фридмански, Золтан
Зо́лтан Фри́дмански (венг. Friedmanszky Zoltán; 22 октября 1934, Ормошпуста, Венгрия — 31 марта 2022) — венгерский футболист и футбольный тренер, играл на позиции нападающего.

## Биография

### Клубная карьера
Фридмански на ранних этапах карьеры играл за студенческие команды, а в 1953 году присоединился к клубу «Халадаш», в котором отыграл четыре сезона.
В 1957 году перешёл в «Ференцварош», в котором прошла его остальная карьера. В составе «Ференцвароша» он отыграл восемь сезонов, выиграв два чемпионских титула и Кубок Венгрии 1958 года, а также в 1965 году стал обладателем Кубка ярмарок. Всего за эту команду сыграл 162 матча в разных турнирах и забил 83 гола.

### Карьера в сборной
Был в заявке сборной Венгрии на чемпионате мира 1958 года, но на поле так и не вышел.

### Карьера тренера
Фридмански работал главным тренером нескольких клубом, среди которых были «Сольнок» (1977—1978) и «Ференцварош» (1978—1980).

### Смерть
Скончался 31 марта 2022 года в возрасте 87 лет.

## Достижения

### Командные
«Ференцварош»
- Чемпион Венгрии (2): 1962/63, 1964
- Обладатель Кубка Венгрии: 1958
- Обладатель Кубка ярмарок: 1964/65

### Личные
- Лучший бомбардир чемпионата Венгрии: 1957/58 (16 мячей)

## Статистика выступлений
| Клуб             | Сезон            | Лига | Лига | Кубок Венгрии | Кубок Венгрии | Еврокубки | Еврокубки | Итого | Итого |
| Клуб             | Сезон            | Игры | Голы | Игры          | Голы          | Игры      | Голы      | Игры  | Голы  |
| ---------------- | ---------------- | ---- | ---- | ------------- | ------------- | --------- | --------- | ----- | ----- |
| Ференцварош      | 1957/58          | 26   | 16   | -             | -             | 0         | 0         | 26    | 16    |
| Ференцварош      | 1958/59          | 18   | 10   | 1             | 2             | 0         | 0         | 19    | 12    |
| Ференцварош      | 1959/60          | 15   | 0    | -             | -             | 1         | 1         | 16    | 1     |
| Ференцварош      | 1960/61          | 17   | 6    | -             | -             | 2         | 2         | 19    | 8     |
| Ференцварош      | 1961/62          | 7    | 2    | -             | -             | 3         | 0         | 10    | 2     |
| Ференцварош      | 1962/63          | 5    | 2    | -             | -             | 3         | 2         | 8     | 4     |
| Ференцварош      | 1963             | 0    | 0    | -             | -             | 0         | 0         | 0     | 0     |
| Ференцварош      | 1964             | 3    | 0    | 4             | 7             | 1         | 0         | 8     | 7     |
| Всего за карьеру | Всего за карьеру | 91   | 36   | 5             | 9             | 10        | 5         | 106   | 50    |